# Bret Easton Ellis
Bret Easton Ellis (Los Angeles, Califòrnia, 7 de març de 1964) és un novel·lista estatunidenc, considerat el millor exponent de la Generació X de literatura, i un dels autors postmoderns més rellevants de l'actualitat. És un autor polèmic, que ha deixat pocs lectors indiferents, i ha provocat tant crítiques negatives com positives. Ha estat considerat per alguns crítics com el nou Hemingway, i després ha estat relegat a un segon pla per la fredor i l'escabrositat de la seva prosa.

## Obra
- Menys que zero (Less Than Zero) (1985)
- Les lleis de l'atracció (The Rules of Attraction) (1987)
- American Psycho (1991)
- The Informers (1994)
- Glamourama (1998)
- Lunar Park (2005)